# Desulfotomaculum geothermicum
Desulfotomaculum geothermicum è una specie di batterio appartenente alla famiglia delle Peptococcaceae.